# سارة لامب
سارة لامب (بالإنجليزية: Sarah Lamb)‏ هي راقصة باليه أمريكية، ولدت في 17 أكتوبر 1980 في بوسطن في الولايات المتحدة.
قلّدها الرئيس الأمريكي بيل كلينتون ميدالية ذهبية في عام 1998 بعد نيلها لقب «باحثة رئاسية في الفنون». كما فازت لامب بثلاث ميداليات فضية في كل من مسابقة الباليه الدولية التي عُقدت في ناغويا باليابان في عام 1999، ومسابقة الباليه الدولية بنيويورك في عام 2000، والنسخة الأمريكية من مسابقة الباليه الدولية في عام 2002.